# Caroline von Hessen-Homburg

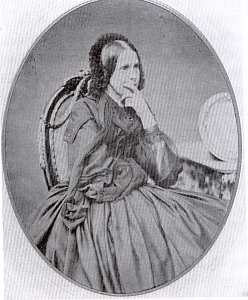
Prinzessin Caroline von Hessen-Homburg, spätere Fürstin Reuß zu Greiz

Caroline von Hessen-Homburg (* 19. März 1819 in Homburg vor der Höhe; † 18. Januar 1872 in Greiz) war ab 1839 Fürstin Reuß älterer Linie (vollständiger Titel: Fürstin Reuß, Gräfin und Herrin zu Plauen, Herrin zu Greiz, Kranichfeld, Gera, Schleiz und Lobenstein) als Ehefrau des Fürsten Heinrich XX. sowie nach dessen Tod von 1859 bis 1867 Regentin des Fürstentums für ihren Sohn Heinrich XXII.

## Leben
Caroline (vollständiger Name: Caroline Amalie Elisabeth Auguste Friederike Ludowike Christiane Josephine Leopoldine George Bernhardine Wilhelmine Woldemare Charlotte) war die Tochter des Landgrafen Gustav von Hessen-Homburg und dessen Frau Luise von Anhalt-Dessau. Sie heiratete am 1. Oktober 1839 in Homburg Fürst Heinrich XX. Reuß zu Greiz.
Caroline übte nach dem Tod ihres Mannes von 1859 bis 1867 die Regentschaft für ihren Sohn aus. Als Tochter eines österreichischen Generals war sie antipreußisch eingestellt, aber auch viele Reußen hatten in habsburgischen Diensten gestanden. Im Deutschen Krieg stellte sie sich gegen Preußen, daraufhin wurde Greiz von preußischen Truppen besetzt. Dass ihrem Land das Schicksal Hannovers erspart blieb, ist Carl Alexander von Sachsen-Weimar zu verdanken, der sich bei seinem Schwager Wilhelm I. persönlich für die Reußen verwendete. Caroline musste noch vor der Mündigkeit ihres Sohnes die Regentschaft niederlegen, die Kriegskontributionen bezahlte sie zur Hälfte aus ihrem Privatvermögen. Mit ihrem Tode erlosch die Familie der Landgrafen von Hessen-Homburg auch in weiblicher Linie.

## Nachkommen
Aus ihrer Ehe hatte sie die folgenden Kinder:
- Hermine (1840–1890) ⚭  1862 Prinz Hugo von Schönburg-Waldenburg
- Heinrich XXI. (*/† 1844)
- Heinrich XXII. (1846–1902), Fürst Reuß ältere Linie
- Heinrich XXIII. (1848–1861)
- Marie (1855–1909) ⚭ 1875 Graf Friedrich zu Ysenburg-Büdingen in Meerholz